# اپل ولی (یوتا)
اپل ولی (به انگلیسی: Apple Valley) شهری در ایالت یوتا کشور ایالات متحده آمریکا است که جمعیت آن در سرشماری سال ۲۰۱۰ میلادی، ۷۰۱ نفر بوده‌است.